# Musée de PAM

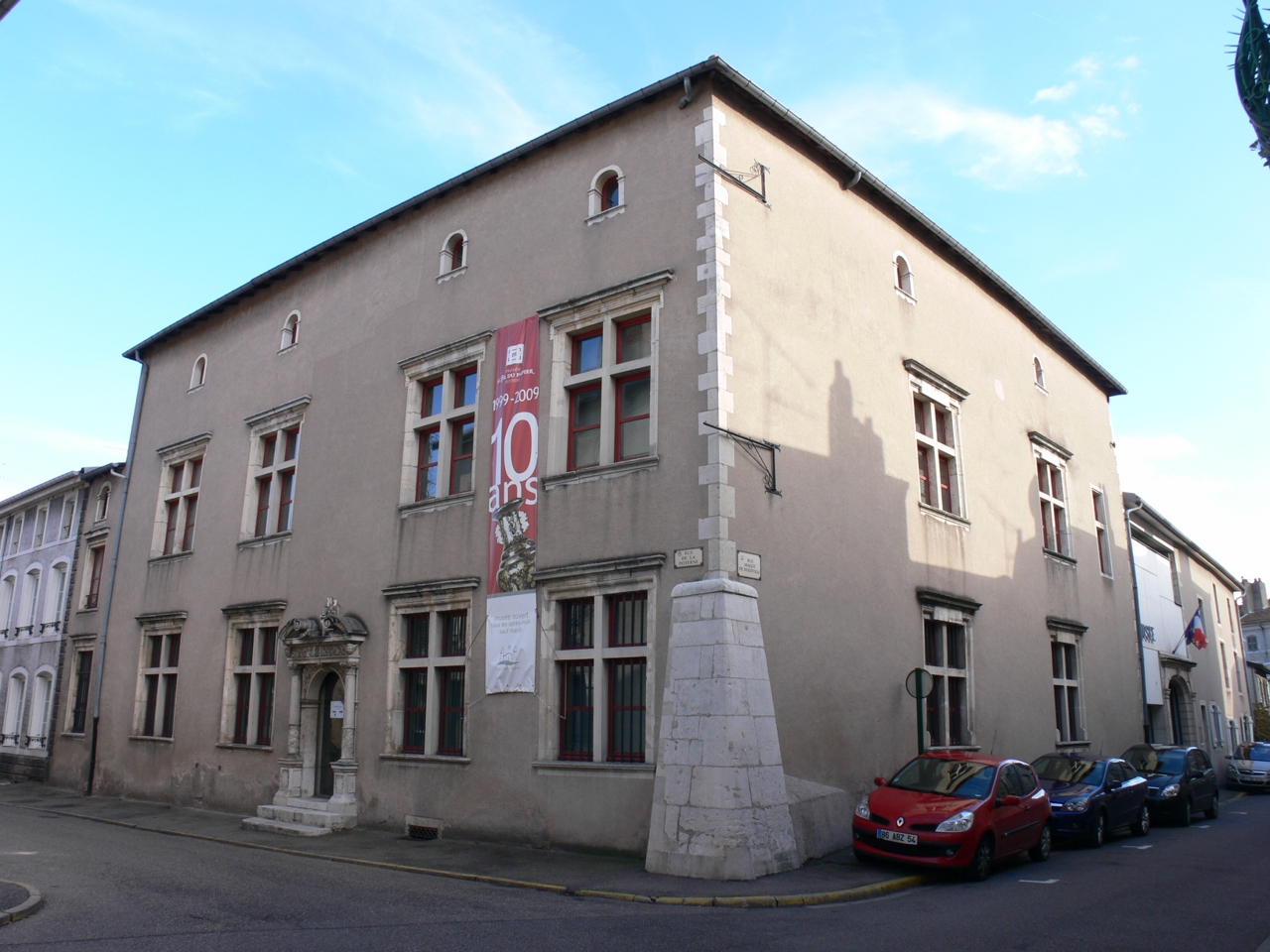
De voorgevel van Musée de PAM in 2009

Het Musée de PAM soms ook Musée au fil du papier is een museum gelegen te Pont-à-Mousson en bestaat sinds 1999 en is gehuisvest in een voormalige hotel in renaissance-stijl uit de 16de eeuw.
Het museum geeft een overzicht van geschiedenis van PAM waarbij ook de universiteit aan bod komt. In een andere deel van het museum komt de papier-maché-industrie aan bod die een voorname rol speelden in de geschiedenis van de stad. Het bezit een collectie meubelen uit papier-maché die gebruikelijk waren in het Victoriaans tijdperk. Sinds 2006 werd hier een deel over de gieterijen aan toegevoegd.

## Museumstukken

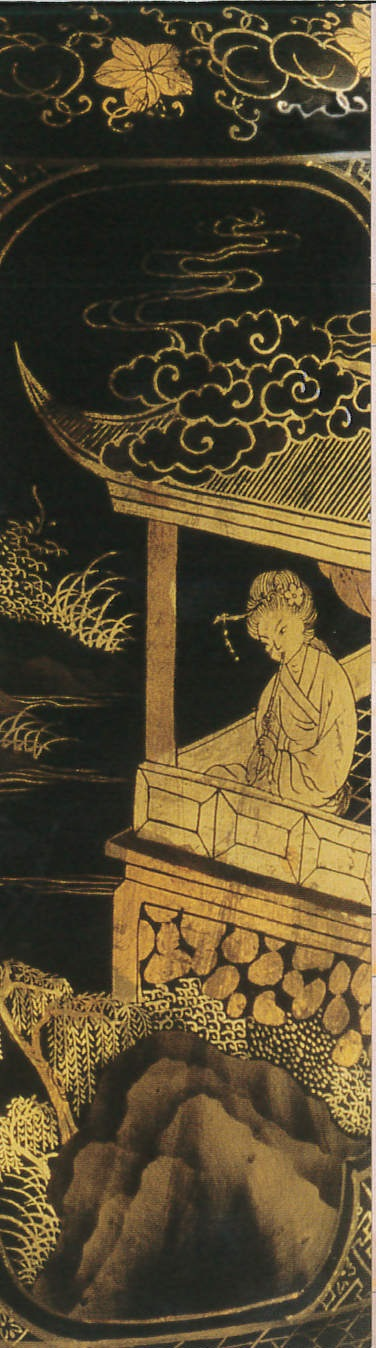
Detail van vaasversiering (ca. 1890)
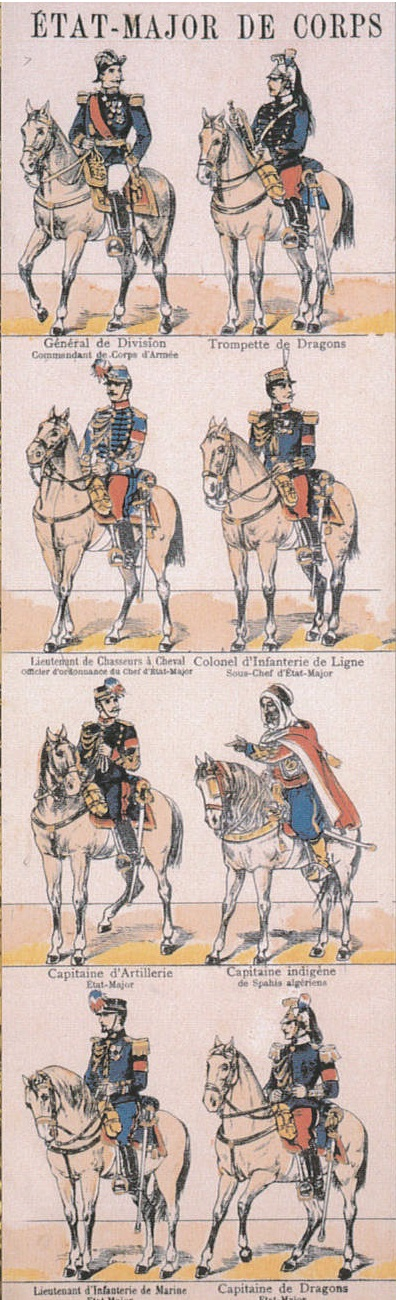
Lithografie van drukkerij (ca. 1881)
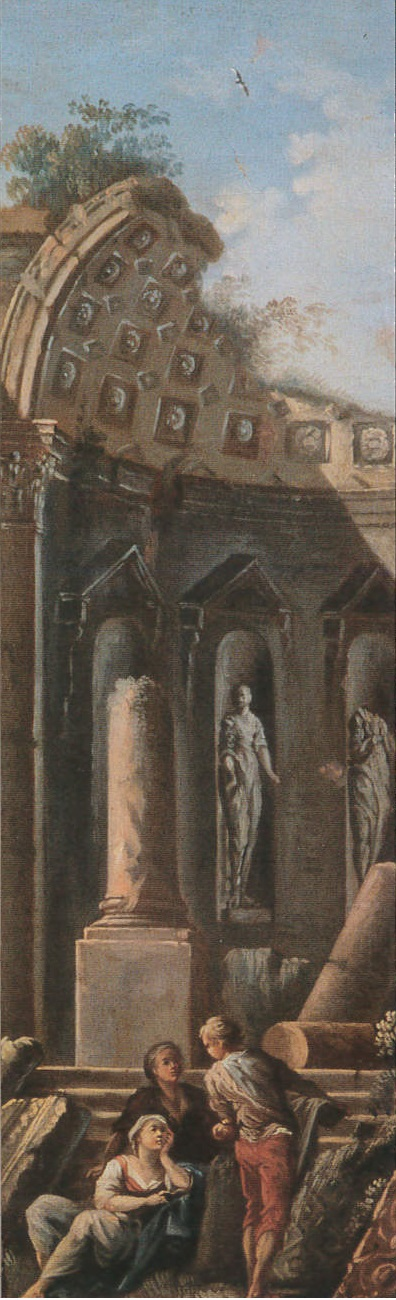
Detail uit schilderij van J.B. Claudot (ca. 1759)